# Garde-chasse
 (janvier 2021).
Un garde-chasse  (parfois appelé garde-faune) est une personne chargée de faire respecter les lois et les règlements sur la chasse, la faune et la flore. Ces personnes sont commissionnées par l'organisme gouvernemental responsable. Au Québec, on les appelle agents de protection de la faune.

## Description
Spécialistes assermentés de la protection de la nature, ils luttent contre le braconnage et surveillent les dommages causés aux mammifères et aux oiseaux indigènes et migrateurs vivant à l'état sauvage. Ils recensent les populations animales d'une région et contrôlent le gibier péri ou abattu par la chasse. D'autres agents sont compétents en matière de police de la chasse, c'est le cas par exemple d'un garde chasse particulier qui travaille dans une société privée, des gardes champêtres, des gendarmes, des agents de l'Office National des Forêts et de l'Agence Française de la Biodiversité, etc.
En 1989, les agents de l’Office National de la Chasse restent les seuls portant le titre de « Préposés des Eaux et Forêts ».
Ceci leur donne certaines prérogatives de police judiciaire consignées dans le Code de Procédure Pénale, articles 22 et 23, comme de suivre chez les particuliers le gibier enlevé, sans qu’il soit besoin de procéder à une perquisition dans les règles, sous l’autorité d’un juge ; et bien entendu sans la permission de la personne concernée (« jusque dans leur lit », disait leur formateur en 1980). Cette disposition jugée outrancière et contraire aux droits de la personne a été supprimée le premier juillet 2013, le CPP a été modifié, et les agents de l’ONC (devenu ONCFS) ont perdu la qualité d’agents des eaux et forêts. Il n’en reste plus aucun aujourd’hui ; la plus vieille administration française – en 1291 Philippe le Bel crée le « Corps des Maîtres des Eaux et Forêts » – a disparu, en même temps que ses agents, sans que personne s’en inquiète.